# محمد المنصف باي
هو المَلِك مُحَمَّد المُنْصُف بْنُ المَلِك مُحَمَّد النَّاصِر وُلِدَ في يوم الجمعة 3 ربيع الآخر، 1298 هـ وتوفي في يوم الإربعاء 27 شوّال, 1367 هـ  بمنفاه في فرنسا. من آخر الملوك الحسينيين في تونس. سُمّيَ وليا للعهد يوم الخميس 15 ربيع الآخر، 1361 هـ واعتلى العرش الحسيني يوم الخميس 6 جمادى الآخر, 1361 هـ خلفا لإبن عمه المَلِك أَحْمَد. واستمر في الحكم أحد عشر شهراً حتى تنحيته في يوم الإثنين 6 جمادى الأول, 1362 هـ.

## حياته قبل الحكم
بمجرد أن اعتلى والده العرش في يوم الجمعة 18 ربيع الأول، 1324 هـ قامت سلطات الإحتلال بتوشيح صدر مُحَمَّد المُنْصُف بوسام الشرف الفرنسي من الصنف الأول. ولم يعرف له نشاط أو موقف مما جرى في تونس منذ ذلك الحين لا خلال معركة الجلاّز التي اندلعت في يوم الثلاثاء 16 ذوالقعدة, 1329 هـ ولا خلال أحداث الترامواي التي اندلعت في يوم الخميس 20 صفر، 1330 هـ ولا خلال ثورة الجنوب خلال الحرب العالمية الأولى. وفي إبان أحداث شعبان التي اندلعت في يوم الإربعاء 8 شعبان، 1340 هـ برز كمساند لأعضاء الحزب الحر الدستوري إذ دفع والده الملك مُحَمَّد النّاصر لاستقبالهم. وفي تلك الأحداث طَلَبَت الإقامة العامة من الملك إبعاد أبنائه ومن بينهم مُحَمَّد المُنْصُف ومعاقبتهم. وبعد وفاة والده في يوم الإثنين 15 ذو القعدة، 1340 هـ ، ابتعد عمليا عن السياسة مكتفيا براتبه الشهري، ولم يكن ذلك كافيا له فكان يتداين ثم يتداين لتسديد الدين السابق. أما سياسيا، فبين عامي 1358 هـ و1361 هـ ، توفي ثلاثة من أولياء العهد وهم محمود العادل بن مُحَمَّد العادل بن المَلِك حُسَيْن الثاني والذي عُيِّنَ وليا للعهد في يوم الجمعة 20 رمضان، 1347 هـ حتى مماته في يوم الأحد 7 محرّم, 1358 هـ، فَعُيِّنَ بعده وليا للعهد الطاهر بن المَلِك مُحَمَّد الهادي حتى مماته، ثُمَّ عُيِّنَ بَعْدَهُ أخوه وليا للعهد بَشِير بن المَلِك مُحَمَّد الهادي حتى مماته في يوم الأحد 11 ربيع الآخر، 1361 هـ، فوجد مُحَمَّد المنصف نفسه في يوم الخميس 15 ربيع الآخر، 1361 هـ وليا للعهد، وقد أدّى في نفس الأسبوع زيارة إلى الإقامة العامة، ولم يلبث طويلا حتى توفي المَلِك أَحْمَد في يوم الجمعة 6 جمادى الآخر, 1361 هـ، لينصب مُحَمَّد المنصف على العرش الحسيني.

## في الحكم

### الظرفية
صَعِدَ مُحَمَّد المُنْصُف إلى العرش خلال الحرب العالمية الثانية، بعد أن استسلمت فرنسا أمام القوات الألمانية التي دخلت باريس، وأصبح نظام الحكم في فرنسا مواليا للألمان، وقد غدت تلك الهزيمة الشعور بأنها غير قادرة على السيطرة على الأراضي التي احتلتها بعد أن عجزت حتى عن حماية نفسها. ومما زاد في تقوية هذه المشاعر أن قوات المحور ما لبثت أن حلت بالبلاد التونسية في يوم الثلاثاء 9 ذوالقعدة, 1361 هـ ، أي بعد بضعة أشهر من تولي المَلِك مُحَمَّد المُنْصُف.

### سياسته
لم يوح المَلِك مُحَمَّد المُنْصُف يوم تنصيبه بأنه سيكون مختلفا عن أسلافه حيث عبر في خطابه يوم توليته عن إعجابه«بالأمة الحامية واعترافي لها بالجميل» راجيا من المقيم العام «إبلاغها عبارات تعلقي الشديد بفرنسا... والتأكيد لها بأني عازم كل العزم، في عهدي، على تثبيت أركان العلاقات التي تربط بلدينا للأبد بفضل مساعدتي الصادقة المخلصة». لكن ما لبث أن اندلع خلاف بينه وبين ممثل فرنسا في تونس أمير البحر استيفا. وقد أعلن عن مواقف غير معتادة من قبل الملوك السابقين. وتتمثل تلك المواقف فيما يلي:
- صياغته لمذكرة بعثها إلى الحكومة الفرنسية يوم الأحد 20 رجب، 1361 هـ تتضمن 16 مطلبا أهمها:[8]

1. العمل على تطبيق مبادئ التعاون التي أعلنت على رؤوس الإشهاد في العديد من المناسبات تطبيقا نزيها وبدون تردد والتي ضُمنت في نصوص خاب أمل التونسيين في تنفيذها.
2. المساواة في المرتبات والأجور بين الموظفين التونسيين والفرنسيين.
3. مشاركة التونسيين في مراقبة مداخيل ومصاريف الميزانية.
4. إلغاء الــمرسوم المتعلق بأراضي الأوقاف وحذف كل العقبات التي تمنع التونسيين من امتلاك أراض ريفية.
5. مشاركة السكان التونسيين بصورة فعلية وفي حدود عادلة في الحياة البلدية.
6. جعل التعليم إجباريا بالنسبة لجميع التونسيين مع تدريس اللغة العربية في كل المدارس.

- قيامه بتسمية حكومة جديدة في يوم الجمعة 24 ذوالحجة, 1361 هـ دون استشارة السلط الفرنسية، وكان على رأسها:
- مُحَمَّد المثنى بْنُ مُحَمَّد
- وفيها وزراء وطنيون من أهمهم:
- مَحْمُود بْنُ المُخْتَار – الرئيس السابق للحزب الحر الدستوري الجديد، وزيرا للداخلية، [9]
- مُحَمَّد المُنْصُف بْنُ مُحَمَّد بن أَحْمَد القيادي في الحزب الحر الدستوري...
- موقفه الرافض للإجراءات العنصرية التي أرادت الإقامة العامة الفرنسية فرضها على اليهود التونسيين، بوضع نجمة صفراء لتمييزهم عن بقية السكان، فما كان منه إلا أن أجاب بأن اليهود مثلهم مثل كلّ المواطنين التونسيين المسلمين.[10]

### عزله
بعد عودة القوات الفرنسية ضمن قوات الحلفاء من أمريكان وأنقليز، ودحر القوات الألمانية والإيطالية، تمت يوم الإثنين 6 جمادى الأول, 1362 هـ إهانة المَلِك مُحَمَّد المُنْصُف أمام مقر الإقامة العامة ثم وقع تفتيش قصره بحمام الأنف من قبل الجنود الأنقليز ، وفي يوم الخميس 9 جمادى الأول, 1362 هـ تم عزله وتم ترحيله إلى الجزائر صبيحة اليوم نحو الأغواط بالجنوب الجزائري. لقد تمثلت التهمة الموجهة إلى المَلِك مُحَمَّد المُنْصُف في أنه تعامل مع الألمان استنادا إلى توسيمه عددا من الضباط الألمان عند وجودهم في تونس. والحقيقة أن ذلك كان بدعوة وإلحاح من ممثل فرنسا بتونس أمير البحر استيفا ، أما المَلِك مُحَمَّد المُنْصُف فقد اتخذ موقفا محايدا خلال الحرب، ومثلما أنه لم يساند الحلفاء فهو كذلك لم يساند المحور.

## في المنفى
نُفِيَ المَلِك مُحَمَّد المُنْصُف أولاََ إلى الجنوب الجزائري بمدينة الأغواط، ولم يكن معه آنذاك إلا شخص واحد و هو معينه المقدم الشاذلي بن إسماعيل، وكانت تلك المنطقة معروفة باشتداد حرارتها، وذلك بهدف الضغط على الملك ليتنازل عن العرش، وهو ما قام به بالفعل في يوم الثلاثاء 4 رجب، 1362 هـ  وفي يوم السبت 29 رجب، 1362 هـ تم نقله إلى تنس (ولاية الشلف) على الساحل الجزائري ليسكن هناك في بيت، وفي يوم الإربعاء 11 ذو القعدة، 1364 هـ وبعد أن أنهت الحرب أوزارها، نُقِلَ المَلِك مُحَمَّد المُنْصُف إلى فرنسا حيث نفي إلى مدينة "بُو" بالجنوب الفرنسي، وهناك التحقت به عائلته، وكان يستقبل من يريد من الزوار، إلى أن توفي يوم الإربعاء 27 شوّال, 1367 هـ وأعيد جثمانه إلى تونُس ليدفن يوم الأحد 2 ذو القعدة، 1367 هـ، بوصيةِِ منه وعلى خلاف غيره من الملوك بمقبرة الجلاز، وقد شارك في جنازته عشرات الآلاف من التونسيين بما يدل على ما كان له من شعبية واسعة.

## الأوسمة والتشريفات
- نيشان الدم (تونس).

## إشارات مرجعية
1. ↑   https://www.royalark.net/Tunisia/tunis12.htm. {{استشهاد ويب}}: |url= بحاجة لعنوان (مساعدة) والوسيط |title= غير موجود أو فارغ (من ويكي بيانات) (مساعدة)
2. ↑  خير الدين الزركلي (2002)، الأعلام: قاموس تراجم لأشهر الرجال والنساء من العرب والمستعربين والمستشرقين (ط. 15)، بيروت: دار العلم للملايين، ج. السابع، ص. 84، OCLC:1127653771، QID:Q113504685
3. ↑  عمار الخليفيالمنصف باي الملك الشهيد، مدياكوم، تونس 2006، ص 14
4. ↑  المصدر نفسه، ص 18-19
5. ↑  المصدر نفسه، ص 21
6. ↑  المصدر نفسه، ص 27
7. ↑  المصدر نفسه، ص 33
8. ↑  المصدر نفسه، ص 51-52
9. ↑  المصدر نفسه، ص 95-96
10. 1 2  شهادة أحمد بن صالح [وصلة مكسورة] نسخة محفوظة 14 مايو 2014 على موقع واي باك مشين.
11. ↑  عمار الخليفي، المصدر نفسه ص 124-125
12. ↑  المصدر نفسه، ص 133
13. ↑  المصدر نفسه، ص 104-106
14. ↑  المصدر نفسه، ص 145